# Шентпавел на Долењскем
Шентпавел на Долењскем (словен. Šentpavel na Dolenjskem) је насељено место у општини Иванчна Горица, Средњесловенска регија, Словенија.

## Историја
До територијалне реорганизације у Словенији био је у саставу старе општине Гросупље.

## Становништво
У попису становништва из 2011. године, Шентпавел на Долењскем је имао 148 становника.
| Становништво према пописима | Становништво према пописима | Становништво према пописима |
| --------------------------- | --------------------------- | --------------------------- |
| 1991                        | 2002                        | 2011                        |
| 129                         | 143                         | 148                         |

Напомена: До 1955. исказивано под именом Шент Павел.